# Chard, Creuse
Chard är en kommun i departementet Creuse i regionen Nouvelle-Aquitaine i de centrala delarna av Frankrike. Kommunen ligger i kantonen Auzances som tillhör arrondissementet Aubusson. År 2022 hade Chard 206 invånare.

## Befolkningsutveckling
Antalet invånare i kommunen Chard
Referens:INSEE